# Martin Schlunk
Karl Albert Martin Schlunk (* 6. Oktober 1874 in Calicut, Kerala; † 18. Februar 1958 in Tübingen) war ein deutscher Missionswissenschaftler.

## Leben
Martin Schlunk war der Sohn eines deutschen Exportkaufmanns an der Malabarküste. Zum Schulbesuch schickten ihn seine Eltern zu Verwandten nach Brandenburg an der Havel. Nach Erreichen der Hochschulreife begann er an der Friedrich-Wilhelm-Universität in Berlin evangelische Theologie zu studieren. Später wechselte er im gleichen Fach an die Universität in Halle (Saale).
Nach erfolgreichem Abschlussexamen betreute Schlunk zwischen 1903 und 1908 die Pfarrgemeinde Bottschow (heute „Boczów“) in der Neumark (Provinz Brandenburg). 1910 berief man ihn zum Inspektor der Norddeutschen Missionsgesellschaft in Bremen. 1913 versetzte ihn sein Arbeitgeber nach Hamburg, wo er bis zum Ausbruch des Ersten Weltkriegs als Direktor der Norddeutschen Missionsgesellschaft wirkte. Zugleich hielt er Vorlesungen am Hamburger Kolonialinstitut und zeitweise an der Universität Kiel.
1924 wurde er Mitherausgeber der NAMZ, zugleich wählte man ihn zum Vorsitzenden des Deutschen evangelischen Missions-Tags und dieses Amt hatte Schlunk bis 1946 ohne Unterbrechung inne. Als solcher übernahm er 1928 eine Professur für Missionswissenschaft an der Universität Tübingen und blieb in dieser Stellung bis 1941. Sein Nachfolger wurde ab 1928 Walter Freytag, denn in dem Jahr folgte er seiner Berufung zum ordentlichen Professor der Missionswissenschaft an der Universität Tübingen, wo er bis 1941 lehrte. Darüber hinaus war er seit 1924 Vorsitzender des DEMT und ab 1933 bis 1946 Teil des DEMR.  Dem NS-Staat war er ein so „treuer Untertan“, dass ihm von den Alliierten die Entnazifizierung verweigert wurde.
Nach dem Zweiten Weltkrieg half Schlunk bei der Neuorganisation des Lehrbetriebs mit, nahm aber keinerlei Ämter mehr an.

## Werke (Auswahl)
- François Coillard und die Mission am oberen Sambesi, Bertelsmann, Gütersloh 1904.
- Die norddeutsche Mission in Togo, zwei Bände, Norddeutsche Missions-Gesellschaft, Bremen 1910/1912.
- Die Schulen für Eingeborene in den deutschen Schutzgebieten am 1. Juni 1911, Friederichsen, Hamburg 1914.
- Das Schulwesen in den deutschen Schutzgebieten, Friederichsen, Hamburg 1914.
- Die Weltanschauung im Wandel der Zeit, Agentur des Rauhen Hauses, Hamburg 1921.
- Niederländisch-Indien als Missionsfeld. Mit besonderer Berücksichtigung der deutschen Missionsarbeit, Evangelischer Missionsverlag, Stuttgart 1922.
- Die Weltreligionen und das Christentum, Agentur des Rauhen Hauses, Hamburg 1923.
- Die Weltmission des Christentums. Ein Gang durch neunzehn Jahrhunderte, Agentur des Rauhen Hauses, Hamburg 1925.
- Gott und die Völker. Eine Einführung in die Missionsgedanken der Bibel, Furche-Verlag, Berlin 1930.
- Großer Missionsführer der Kirchengeschichte, Quelle & Meyer, Leipzig 1931.

- Führer fremder Völker und das Christentum, Bertelsmann, Gütersloh 1933.
- Merkstoff zur Bibelkunde, zwei Bände, Osiander, Tübingen 1933.
- Paulus als Missionar, Bertelsmann, Gütersloh 1937.
- Eine Predigtreihe über das Vaterunser, Quell-Verlag, Stuttgart 1949.
- Äußere Mission der deutschen evangelischen Christenheit, Heilmann, Gladbeck 1953.